# منبع آب چشمه
منبع آب چشمه (به انگلیسی: Spring supply)، منبع تأمین آب لوله‌کشی برای تعدادی از مصرف‌کنندگان به‌طور مستقیم از یک چشمه طبیعی است؛ بنابراین منابع چشمه منبع آب زیرزمینی هستند که در بیشتر موارد دارای میکروارگانیسم‌های کمتری (مانند باکتری‌های کلی‌فرم و تک‌یاخته‌ها مانند ژیاردیا و کریپتوسپوریدیوم) و آلاینده‌های شیمیایی نسبت به منابع آب سطحی هستند. نقطه‌ای که آب زیرزمینی به سطح می‌رسد مستعد آلودگی است، بنابراین باید با استفاده از ساختاری به نام جعبه چشمه محافظت شود. این اغلب با یک حصار برای دور نگه داشتن جانوران احاطه شده‌است، با دیگر ویژگی‌های مشترک یک خندق در سمت سربالایی، یک لوله سرریز و یک درپوش مناسب است. منبع آب چشمه می‌تواند از منبع منفرد دارایی که مالکیت خصوصی دارند تا منبع بزرگی که توسط شرکت‌های آب مدیریت می‌شوند و به کل جوامع خدمات‌رسانی می‌کنند، متغیر باشد. مانند هر منبع آب، منبع چشمه ممکن است نیاز به تصفیه داشته باشد تا آن را به استانداردهای آب آشامیدنی برساند. روش انجام این کار با توجه به آلاینده‌ها متفاوت است، اما می‌تواند شامل فیلترهای شنی، واحدهای متعادل کننده pH و نور ماوراء بنفش باشد.